# Lamyra loewi
Lamyra loewi är en tvåvingeart som först beskrevs av Pavel Lehr 1991.  Lamyra loewi ingår i släktet Lamyra och familjen rovflugor. Inga underarter finns listade i Catalogue of Life.